# Tore Den Trøndske
Tore Den Trøndske († 7. April 1230 in Nidaros) war von 1227 bis 1230 norwegischer Erzbischof.
Seine Eltern sind nicht bekannt.
Er setzte sich für die Heiligsprechung des Erzbischofs Øystein Erlendsson ein, doch seine Amtszeit war dafür zu kurz. Außerdem verlangte der Papst von der eingesetzten Untersuchungskommission einen Bericht darüber, ob das Volk eine solche Kanonisierung überhaupt verlange. Nun war Øystein kein Mann des Volkes, vielmehr der hohen Geistlichkeit. Er war weder Märtyrer, noch konnten Wunder mit ihm in Verbindung gebracht werden. Laut Bericht des Erzbischofs und des Domkapitels litt der Kommissionsbericht an formellen Fehlern. Daher kam es nicht zur Heiligsprechung.
Seinen Beinamen „den trønske“ erhielt er zur Unterscheidung vom früheren Erzbischof Tore Gudmundsson, der den Beinamen „den vidværske“ hatte.
Wahrscheinlich war er Kanoniker im Domkapitel am Nidarosdom, als er im Winter 1226/1227 als Nachfolger Peter Brynjolfssons zum Erzbischof von Nidaros gewählt wurde. Er wurde 1227 in Rom zum Bischof geweiht und kehrte im Frühjahr 1228 nach Norwegen zurück.
Als Tore im gleichen Sommer sein Amt übernahm, war eine seiner ersten Aufgaben, den Streit zwischen Bischof Guðmundur Arason von Hólar und den isländischen Häuptlingen zu entscheiden. Die Häuptlinge Sigvat Sturlason und Sturla Sigvatsson hatten sich in einem Brief an Tore über Bischof Guðmundur beschwert. Er lud Bischof Magnús Gissurarson von Skálholt, der offenbar die Widersacher des Bischofs von Hólar unterstützt hatte, und die beiden Häuptlinge nach Nidaros vor. Bischof Magnus kam im Jahr darauf nach Nidaros, die beiden Häuptlinge nicht. Der Streit wurde in der Amtszeit Tores daher nicht entschieden.
Für den Sommer 1229 berief er ein Provinzialkonzil nach Nidaros ein, auf dem Bischof Øystein zum Heiligen erklärt wurde. Da Øystein einer der eifrigsten Vorkämpfer für die Privilegien der Kirche gewesen war, war dieser Vorgang auch ein politischer Akt gegen die Königsmacht. Zu dieser Zeit dürfte der Leichnam Øysteins in die Domkirche von Nidaros überführt worden sein. Island hatte zu dieser Zeit bereits zwei heilige Bischöfe. Man wollte, dass nun auch Norwegen mit Island gleichziehen würde. Trotz späterer Vorstöße bestätigte der Papst diese Heiligsprechung nicht.
Nachdem der Kampf gegen die Ribbunge 1227 beendet worden war, wünschte der König nun gekrönt zu werden, um sein Königtum zu stärken. Da er aber außerehelich geboren war, bedurfte es einer vorherigen päpstlichen Dispens. Deshalb entsandte er eine Delegation an die Kurie, die seinen Wunsch vortragen sollte. Papst Gregor IX. beauftragte daraufhin die Bischöfe von Lund und Skara, dazu eine Stellungnahme abzugeben. Da Håkon den Bischof von Skara für parteiisch hielt, schrieb er einen Beschwerdebrief an den Papst und sandte eine weitere Delegation an den Papst mit dem Antrag, andere Geistliche für die Stellungnahme zu bestellen. Der Papst ging 1229 darauf ein und bestellte Erzbischof Tore und Bischof Arne von Bergen. Das deutet auf ein gutes Verhältnis zwischen Tore und dem König hin. Doch vor Abgabe der Stellungnahme starb Tore, und die Krönungsfrage musste bis auf weiteres ausgesetzt werden.